# Fußball-Club 08 Homburg/Saar
El FC 08 Homburg, nom complet Fußball-Club 08 Homburg/Saar, és un club de futbol alemany de la ciutat de Homburg a l'estat de Saarland.

## Història
El club fou fundat el 15 de juny de 1908 amb el nom Fussball Club Homburg. El 1913, amb el nom Fussballverein Homburg guanyà el campionat local. A mitjans dels anys 20 jugà a les categories regionals. El 27 d'agost de 1936 el club es desfeu. Un nou club poliesportiu anomenat VfL Homburg va ser creat el 5 de març de 1937 amb la fusió de diversos clubs locals: Turnverein 1878 Homburg, Schwimmverein Homburg, Kraftsportverein Homburg, Boxclub Homburg, Tennis-Club Homburg, així com membres del desaparegut FV. El club de futbol jugà a la segona categoria de la Gauliga Südwest.
Després de la II Guerra Mundial totes les entitats esportives alemanyes van ser dissoltes. El club fou a continuació fundat novament amb el nom Sportverein Homburg. El 1948 guanyà el campionat de l'Amateurliga Saarland (III). El gener de 1949 adoptà el nom de FC Homburg. Durant aquests anys, la regió del Sarre era controlada per França i aquest país intentà que el territori s'annexionés a França o esdevingués estat independent. Així, el Sarre, participà en els Jocs Olímpics d'Estiu de 1952 i les eliminatòries de la Copa del Món de Futbol de 1954. Entre 1949 i 1951, el club jugà la Saarland Ehrenliga (lliga independent) amb el nom de FC Homburg-Saar. El 1956, finalment, la federació de Saarland ingressà a l'Alemanya. El club participà en l'Amateurliga Saarland, on fou campió el 1957 i el 1966, i a la segona divisió de la Liga-Südwest (II). El desembre de 1957 adoptà el nom FC 08 Homburg/Saar. A finals de la dècada del 1970 arribà a quarts de final de Copa en dues ocasions. El 1986 assolí l'ascens a la Bundesliga, on hi jugà dues temporades, abans de descendir. Hi retornà la temporada 1989-90, descendint novament, a la 2. Bundesliga. Després de la temporada 1994-95 tornà a descendir, aquest cop fins a la Regionalliga West/Südwest i l'Oberliga Südwest.

## Palmarès
- Campionat d'Alemanya amateur
  - 1983
- 2. Bundesliga
  - 1986
- Oberliga Südwest
  - 1982, 1984, 2010, 2012
- Amateurliga Saarland
  - 1948, 1957, 1966
- Copa de Saarland
  - 1983, 2001, 2006, 2008